# Archanara gigantea
Archanara gigantea là một loài bướm đêm trong họ Noctuidae.